# 6239 Minos
För andra betydelser, se Minos (olika betydelser).
6239 Minos eller 1989 QF är en asteroid i huvudbältet som upptäcktes den 31 augusti 1989 av det amerikanska astronom paret Eugene M. och Carolyn S. Shoemaker vid Palomar-observatoriet. Den är uppkallad efter Minos i den grekiska mytologin.
Den tillhör asteroidgruppen Apollo.